# 2012-es Formula–1 brazil nagydíj
A brazil nagydíj volt a 2012-es Formula–1 világbajnokság huszadik, egyben szezonzáró futama, amelyet 2012. november 23. és november 25. között rendeztek meg a brazil Autódromo José Carlos Pace-en, São Paulóban.

## Szabadedzések

### Első szabadedzés
A brazil nagydíj első szabadedzését november 23-án, pénteken délelőtt tartották.
| helyezés | versenyző           | csapat/motor         | elért idő | különbség | futott kör |
| -------- | ------------------- | -------------------- | --------- | --------- | ---------- |
| 1        | Lewis Hamilton      | McLaren-Mercedes     | 1:14,131  | −         | 33         |
| 2        | Sebastian Vettel    | Red Bull-Renault     | 1:14,140  | +0,009    | 35         |
| 3        | Mark Webber         | Red Bull-Renault     | 1:14,198  | +0,067    | 34         |
| 4        | Jenson Button       | McLaren-Mercedes     | 1:14,217  | +0,086    | 31         |
| 5        | Fernando Alonso     | Ferrari              | 1:14,392  | +0,261    | 28         |
| 6        | Felipe Massa        | Ferrari              | 1:14,716  | +0,585    | 29         |
| 7        | Romain Grosjean     | Lotus-Renault        | 1:14,719  | +0,588    | 33         |
| 8        | Paul di Resta       | Force India-Mercedes | 1:14,738  | +0,607    | 34         |
| 9        | Pastor Maldonado    | Williams-Renault     | 1:15,015  | +0,884    | 37         |
| 10       | Nico Hülkenberg     | Force India-Mercedes | 1:15,050  | +0,919    | 32         |
| 11       | Michael Schumacher  | Mercedes             | 1:15,114  | +0,983    | 36         |
| 12       | Kobajasi Kamui      | Sauber-Ferrari       | 1:15,255  | +1,124    | 31         |
| 13       | Sergio Pérez        | Sauber-Ferrari       | 1:15,396  | +1,265    | 32         |
| 14       | Valtteri Bottas     | Williams-Renault     | 1:15,413  | +1,282    | 23         |
| 15       | Daniel Ricciardo    | Toro Rosso-Ferrari   | 1:15,587  | +1,456    | 35         |
| 16       | Kimi Räikkönen      | Lotus-Renault        | 1:15,701  | +1,570    | 16         |
| 17       | Jean-Éric Vergne    | Toro Rosso-Ferrari   | 1:16,048  | +1,917    | 35         |
| 18       | Nico Rosberg        | Mercedes             | 1:16,315  | +2,184    | 36         |
| 19       | Giedo van der Garde | Caterham-Renault     | 1:16,460  | +2,329    | 32         |
| 20       | Timo Glock          | Marussia-Cosworth    | 1:16,506  | +2,375    | 31         |
| 21       | Vitalij Petrov      | Caterham-Renault     | 1:16,617  | +2,486    | 30         |
| 22       | Charles Pic         | Marussia-Cosworth    | 1:17,234  | +3,103    | 26         |
| 23       | Pedro de la Rosa    | HRT-Cosworth         | 1:17,678  | +3,547    | 15         |
| 24       | Narain Karthikeyan  | HRT-Cosworth         | 1:17,895  | +3,764    | 13         |

### Második szabadedzés
A brazil nagydíj második szabadedzését november 23-án, pénteken délután tartották.
| helyezés | versenyző          | csapat/motor         | elért idő | különbség | futott kör |
| -------- | ------------------ | -------------------- | --------- | --------- | ---------- |
| 1        | Lewis Hamilton     | McLaren-Mercedes     | 1:14,026  | −         | 35         |
| 2        | Sebastian Vettel   | Red Bull-Renault     | 1:14,300  | +0,274    | 40         |
| 3        | Mark Webber        | Red Bull-Renault     | 1:14,523  | +0,497    | 37         |
| 4        | Felipe Massa       | Ferrari              | 1:14,553  | +0,527    | 37         |
| 5        | Fernando Alonso    | Ferrari              | 1:14,592  | +0,566    | 37         |
| 6        | Michael Schumacher | Mercedes             | 1:14,654  | +0,628    | 36         |
| 7        | Nico Rosberg       | Mercedes             | 1:14,669  | +0,643    | 40         |
| 8        | Jenson Button      | McLaren-Mercedes     | 1:14,863  | +0,837    | 40         |
| 9        | Romain Grosjean    | Lotus-Renault        | 1:14,994  | +0,968    | 37         |
| 10       | Paul di Resta      | Force India-Mercedes | 1:15,129  | +1,103    | 39         |
| 11       | Nico Hülkenberg    | Force India-Mercedes | 1:15,131  | +1,105    | 40         |
| 12       | Kimi Räikkönen     | Lotus-Renault        | 1:15,371  | +1,345    | 39         |
| 13       | Bruno Senna        | Williams-Renault     | 1:15,432  | +1,406    | 45         |
| 14       | Sergio Pérez       | Sauber-Ferrari       | 1:15,542  | +1,516    | 35         |
| 15       | Kobajasi Kamui     | Sauber-Ferrari       | 1:15,839  | +1,813    | 43         |
| 16       | Daniel Ricciardo   | Toro Rosso-Ferrari   | 1:15,902  | +1,876    | 39         |
| 17       | Pastor Maldonado   | Williams-Renault     | 1:15,953  | +1,927    | 47         |
| 18       | Jean-Éric Vergne   | Toro Rosso-Ferrari   | 1:16,048  | +2,022    | 40         |
| 19       | Vitalij Petrov     | Caterham-Renault     | 1:16,126  | +2,100    | 39         |
| 20       | Heikki Kovalainen  | Caterham-Renault     | 1:16,655  | +2,629    | 42         |
| 21       | Pedro de la Rosa   | HRT-Cosworth         | 1:17,244  | +3,218    | 15         |
| 22       | Timo Glock         | Marussia-Cosworth    | 1:17,675  | +3,649    | 42         |
| 23       | Charles Pic        | Marussia-Cosworth    | 1:18,127  | +4,101    | 31         |
| 24       | Narain Karthikeyan | HRT-Cosworth         | 1:18,139  | +4,113    | 15         |

### Harmadik szabadedzés
A brazil nagydíj harmadik szabadedzését november 24-én, szombaton délelőtt tartották.
| helyezés | versenyző          | csapat/motor         | elért idő  | különbség | futott kör |
| -------- | ------------------ | -------------------- | ---------- | --------- | ---------- |
| 1        | Jenson Button      | McLaren-Mercedes     | 1:13,188   | −         | 22         |
| 2        | Sebastian Vettel   | Red Bull-Renault     | 1:13,245   | +0,057    | 15         |
| 3        | Mark Webber        | Red Bull-Renault     | 1:13,385   | +0,197    | 25         |
| 4        | Lewis Hamilton     | McLaren-Mercedes     | 1:13,389   | +0,201    | 17         |
| 5        | Romain Grosjean    | Lotus-Renault        | 1:13,420   | +0,232    | 24         |
| 6        | Paul di Resta      | Force India-Mercedes | 1:13,486   | +0,298    | 21         |
| 7        | Nico Hülkenberg    | Force India-Mercedes | 1:13,602   | +0,414    | 22         |
| 8        | Fernando Alonso    | Ferrari              | 1:13,691   | +0,503    | 15         |
| 9        | Pastor Maldonado   | Williams-Renault     | 1:13,700   | +0,512    | 20         |
| 10       | Felipe Massa       | Ferrari              | 1:13,712   | +0,524    | 17         |
| 11       | Bruno Senna        | Williams-Renault     | 1:13,948   | +0,760    | 20         |
| 12       | Nico Rosberg       | Mercedes             | 1:14,126   | +0,938    | 25         |
| 13       | Sergio Pérez       | Sauber-Ferrari       | 1:14,190   | +1,002    | 26         |
| 14       | Kobajasi Kamui     | Sauber-Ferrari       | 1:14,192   | +1,004    | 21         |
| 15       | Michael Schumacher | Mercedes             | 1:14,347   | +1,159    | 24         |
| 16       | Daniel Ricciardo   | Toro Rosso-Ferrari   | 1:14,687   | +1,499    | 21         |
| 17       | Jean-Éric Vergne   | Toro Rosso-Ferrari   | 1:14,972   | +1,784    | 19         |
| 18       | Vitalij Petrov     | Caterham-Renault     | 1:15,159   | +1,971    | 22         |
| 19       | Heikki Kovalainen  | Caterham-Renault     | 1:15,707   | +2,519    | 21         |
| 20       | Timo Glock         | Marussia-Cosworth    | 1:15,763   | +2,575    | 24         |
| 21       | Charles Pic        | Marussia-Cosworth    | 1:16,059   | +2,871    | 21         |
| 22       | Pedro de la Rosa   | HRT-Cosworth         | 1:16,198   | +3,010    | 15         |
| 23       | Narain Karthikeyan | HRT-Cosworth         | 1:16,793   | +3,605    | 18         |
| 24       | Kimi Räikkönen     | Lotus-Renault        | idő nélkül |           | 3          |

## Időmérő edzés
A brazil nagydíj időmérő edzését november 24-én, szombaton futották.
| helyezés              | rajtszám | versenyző          | csapat/motor         | 1. rész  | 2. rész  | 3. rész  | rajthely |
| --------------------- | -------- | ------------------ | -------------------- | -------- | -------- | -------- | -------- |
| 1                     | 4        | Lewis Hamilton     | McLaren-Mercedes     | 1:15,075 | 1:13,398 | 1:12,458 | 1        |
| 2                     | 3        | Jenson Button      | McLaren-Mercedes     | 1:15,456 | 1:13,515 | 1:12,513 | 2        |
| 3                     | 2        | Mark Webber        | Red Bull-Renault     | 1:16,180 | 1:13,667 | 1:12,581 | 3        |
| 4                     | 1        | Sebastian Vettel   | Red Bull-Renault     | 1:15,644 | 1:13,209 | 1:12,760 | 4        |
| 5                     | 6        | Felipe Massa       | Ferrari              | 1:16,263 | 1:14,048 | 1:12,987 | 5        |
| 6                     | 18       | Pastor Maldonado   | Williams-Renault     | 1:16,266 | 1:13,698 | 1:13,174 | 16[1]    |
| 7                     | 12       | Nico Hülkenberg    | Force India-Mercedes | 1:15,536 | 1:13,704 | 1:13,206 | 6        |
| 8                     | 5        | Fernando Alonso    | Ferrari              | 1:16,097 | 1:13,856 | 1:13,253 | 7        |
| 9                     | 9        | Kimi Räikkönen     | Lotus-Renault        | 1:16,432 | 1:13,698 | 1:13,298 | 8        |
| 10                    | 8        | Nico Rosberg       | Mercedes             | 1:15,929 | 1:13,848 | 1:13,489 | 9        |
| 11                    | 11       | Paul di Resta      | Force India-Mercedes | 1:15,901 | 1:14,121 |          | 10       |
| 12                    | 19       | Bruno Senna        | Williams-Renault     | 1:15,333 | 1:14,219 |          | 11       |
| 13                    | 15       | Sergio Pérez       | Sauber-Ferrari       | 1:15,974 | 1:14,234 |          | 12       |
| 14                    | 7        | Michael Schumacher | Mercedes             | 1:16,005 | 1:14,334 |          | 13       |
| 15                    | 14       | Kobajasi Kamui     | Sauber-Ferrari       | 1:16,400 | 1:14,380 |          | 14       |
| 16                    | 16       | Daniel Ricciardo   | Toro Rosso-Ferrari   | 1:16,744 | 1:14,574 |          | 15       |
| 17                    | 17       | Jean-Éric Vergne   | Toro Rosso-Ferrari   | 1:16,722 | 1:14,619 |          | 17       |
| 18                    | 10       | Romain Grosjean    | Lotus-Renault        | 1:16,967 |          |          | 18       |
| 19                    | 21       | Vitalij Petrov     | Caterham-Renault     | 1:17,073 |          |          | 19       |
| 20                    | 20       | Heikki Kovalainen  | Caterham-Renault     | 1:17,086 |          |          | 20       |
| 21                    | 24       | Timo Glock         | Marussia-Cosworth    | 1:17,508 |          |          | 21       |
| 22                    | 25       | Charles Pic        | Marussia-Cosworth    | 1:18,104 |          |          | 22       |
| 23                    | 23       | Narain Karthikeyan | HRT-Cosworth         | 1:19,576 |          |          | 23       |
| 24                    | 22       | Pedro de la Rosa   | HRT-Cosworth         | 1:19,699 |          |          | 24       |
| 107%-os idő: 1:20,330 |          |                    |                      |          |          |          |          |
| Forrás:               |          |                    |                      |          |          |          |          |

Megjegyzés
- ↑ 1:  — Pastor Maldonado nem vette figyelembe a kötelező mérlegelésre felszólító jelzést a Q2-ben, ezért megrovásban részesítették. Mivel ez már a harmadik figyelmeztetése volt a szezon során, automatikusan 10 rajthelyes büntetést kapott.[2]

## Futam
A brazil nagydíj futama november 25-én, vasárnap rajtolt.
| helyezés | rajtszám | versenyző          | csapat/motor         | futott kör | idő/kiesés oka | rajthely | pont |
| -------- | -------- | ------------------ | -------------------- | ---------- | -------------- | -------- | ---- |
| 1        | 3        | Jenson Button      | McLaren-Mercedes     | 71         | 1:45:22,656    | 2        | 25   |
| 2        | 5        | Fernando Alonso    | Ferrari              | 71         | +2,734         | 7        | 18   |
| 3        | 6        | Felipe Massa       | Ferrari              | 71         | +3,615         | 5        | 15   |
| 4        | 2        | Mark Webber        | Red Bull-Renault     | 71         | +4,936         | 3        | 12   |
| 5        | 12       | Nico Hülkenberg    | Force India-Mercedes | 71         | +5,708         | 6        | 10   |
| 6        | 1        | Sebastian Vettel   | Red Bull-Renault     | 71         | +9,453         | 4        | 8    |
| 7        | 7        | Michael Schumacher | Mercedes             | 71         | +11,907        | 13       | 6    |
| 8        | 17       | Jean-Éric Vergne   | Toro Rosso-Ferrari   | 71         | +28,653        | 17       | 4    |
| 9        | 14       | Kobajasi Kamui     | Sauber-Ferrari       | 71         | +31,250        | 14       | 2    |
| 10       | 9        | Kimi Räikkönen     | Lotus-Renault        | 70         | +1 kör         | 8        | 1    |
| 11       | 21       | Vitalij Petrov     | Caterham-Renault     | 70         | +1 kör         | 19       |      |
| 12       | 25       | Charles Pic        | Marussia-Cosworth    | 70         | +1 kör         | 22       |      |
| 13       | 16       | Daniel Ricciardo   | Toro Rosso-Ferrari   | 70         | +1 kör         | 15       |      |
| 14       | 20       | Heikki Kovalainen  | Caterham-Renault     | 70         | +1 kör         | 20       |      |
| 15       | 8        | Nico Rosberg       | Mercedes             | 70         | +1 kör         | 9        |      |
| 16       | 24       | Timo Glock         | Marussia-Cosworth    | 70         | +1 kör         | 21       |      |
| 17       | 22       | Pedro de la Rosa   | HRT-Cosworth         | 69         | +2 kör         | 24       |      |
| 18       | 23       | Narain Karthikeyan | HRT-Cosworth         | 69         | +2 kör         | 23       |      |
| 19       | 11       | Paul di Resta      | Force India-Mercedes | 68         | baleset        | 10       |      |
| ki       | 4        | Lewis Hamilton     | McLaren-Mercedes     | 54         | baleset        | 1        |      |
| ki       | 10       | Romain Grosjean    | Lotus-Renault        | 5          | baleset        | 18       |      |
| ki       | 18       | Pastor Maldonado   | Williams-Renault     | 1          | baleset        | 16       |      |
| ki       | 19       | Bruno Senna        | Williams-Renault     | 0          | baleset        | 11       |      |
| ki       | 15       | Sergio Pérez       | Sauber-Ferrari       | 0          | baleset        | 12       |      |
| Forrás:  |          |                    |                      |            |                |          |      |

## A világbajnokság állása a verseny után (a vb végeredménye)
| H   | Versenyzők       | Pont | H   | Konstruktőrök        | Pont |
| --- | ---------------- | ---- | --- | -------------------- | ---- |
| 1.  | Sebastian Vettel | 281  | 1.  | Red Bull-Renault     | 460  |
| 2.  | Fernando Alonso  | 278  | 2.  | Ferrari              | 400  |
| 3.  | Kimi Räikkönen   | 207  | 3.  | McLaren-Mercedes     | 378  |
| 4.  | Lewis Hamilton   | 190  | 4.  | Lotus-Renault        | 303  |
| 5.  | Jenson Button    | 188  | 5.  | Mercedes             | 142  |
| 6.  | Mark Webber      | 179  | 6.  | Sauber-Ferrari       | 126  |
| 7.  | Felipe Massa     | 122  | 7.  | Force India-Mercedes | 109  |
| 8.  | Romain Grosjean  | 96   | 8.  | Williams-Renault     | 76   |
| 9.  | Nico Rosberg     | 93   | 9.  | STR-Ferrari          | 26   |
| 10. | Sergio Pérez     | 66   | 10. | Caterham-Renault     | 0    |

(A teljes táblázat)